# Foro para el Progreso de América del Sur
El Foro para el Progreso de América del Sur (PROSUR) es un organismo internacional creado en 2019, propuesto por el presidente de Colombia Iván Duque y el presidente de Chile Sebastián Piñera, con el objeto de favorecer la integración en Sudamérica, en reemplazo de la Unión de Naciones Suramericanas (Unasur).
Los mandatarios  que crearon el Foro, pusieron de relieve que el nuevo espacio tenía como uno de sus fines principales apartarse de los principios ideológicos que expresaron presidentes como Lula da Silva, Hugo Chávez, Néstor Kirchner, así como poner límites al gobierno de Venezuela, según las palabras del presidente colombiano.
En el año 2022, la República de Chile se retiró del foro criticando al mismo por su excesivo partidismo y por ser un proyecto basado en intereses personales del exmandatario Piñera, y destacando que el foro no había logrado resultados concretos En palabras del mandatario el Prosur o el Grupo de Lima, integrados exclusivamente por gobiernos del mismo signo político, "han demostrado que no sirven para unir ni para avanzar en la integración".
La primera cumbre de Prosur, denominada Encuentro de Presidentes de América del Sur, se realizó el 22 de marzo de 2019 en Santiago de Chile, para la cual, al 14 de marzo, once países sudamericanos confirmaron su asistencia: Argentina, Brasil, Chile, Colombia, Guyana, Ecuador, Paraguay y Perú (Bolivia y Uruguay participaron en calidad de observadores), el 28 de enero de 2022 Surinam deja de ser un estado observador y se convierte en un miembro del organismo de integración.
El 3 de abril de 2022, el presidente de Chile, Gabriel Boric anunció que el país suspendía su participación en la alianza. El Foro se ha visto desdibujado, luego de que los mandatarios que promovieron su creación (Mauricio Macri, Iván Duque y Sebastián Piñera) dejaran el poder en sus respectivos países. En 2022, se realizó la úlitma cumbre del club que sólo contó con la participación de un único jefe de Estado, el anfitrión paraguayo Mario Abdo.

## Cumbres presidenciales
Desde su creación, el Prosur ha sido objeto de críticas por su mecanismo. Diferentes cancilleres latinoamericanos, ex cancilleres chilenos y el ex secretario general de la OEA José Miguel Insulza, calificaron su formación como una proposición inconsulta, sin trabajo preparatorio, "hecha de un día para otro", y como parte de la improvisación en política exterior por parte de Piñera.
El foro fue criticado incluso por la revista inglesa The Economist, cercana a las posturas pro mercado, destacando que el club  formado por "el nuevo presidente conservador de Colombia, y su homólogo chileno, Sebastián Piñera, de centro-derecha se ha convertido en rehenes de la ideología y de los alineamientos políticos efímeros." Referentes diplomáticos chilenos expresaron en una carta abierta al Congreso que los efectos de Prosur serán negativos, no solo por la improvisación sino porque representan un ejemplo más de una mala práctica latinoamericana: crear instituciones para luego suprimirlas con el pretexto que no funcionan. El presidente de Uruguay, Tabaré Vázquez, remarcó que el Prosur es un organismo que pretende generar una integración con finalidad ideológica El expresidente chileno Ricardo Lagos advirtió que dejar fuera a México de Prosur implica que la instancia carecerá de peso a nivel continental y mundial. El expresidente colombiano Juan Manuel Santos afirmó que "el Prosur, o esto que están creando, es lo mismo que Unasur al otro lado", e insistió en que los proyectos con ideología política "están destinados a desaparecer". El Prosur ha sido tildado por distintas figuras diplomáticas como un foro personalista e ideologizado, carente de mécanismos democráticos.

### I Cumbre Prosur, Santiago de Chile
El 22 de marzo de 2019, los presidentes de Argentina, Brasil, Chile, Colombia, Ecuador, Paraguay, Perú y el embajador de Guyana en Chile suscribieron la Declaración de Santiago para la renovación y el fortalecimiento de América del Sur, Los representantes de Bolivia, Surinam y Uruguay se abstuvieron de firmar la declaración. La cumbre se vio envuelta en un clima de protestas contra la misma en el centro de Santiago.
El presidente colombiano Juan Manuel Santos afirmó: "me parece que el Prosur, o esto que están creando, es lo mismo que Unasur al otro lado", e insistió en que los proyectos con ideología política "están destinados a desaparecer".

### Historial de cumbres
| Año  | #   | Fechas          | Lugar                          | Anfitrión        |
| ---- | --- | --------------- | ------------------------------ | ---------------- |
| 2019 | 1.ª | 22 de marzo     | Santiago (Chile)               | Sebastián Piñera |
| 2020 | 2.ª | 12 de diciembre | Virtual                        | Sebastián Piñera |
| 2022 | 3.ª | 22 de enero     | Cartagena de Indias (Colombia) | Iván Duque       |

### Reuniones extraordinarias
| Año  | #   | Fechas        | Lugar            | Anfitrión        |
| ---- | --- | ------------- | ---------------- | ---------------- |
| 2020 | I   | 16 de marzo   | Virtual          | Sebastián Piñera |
| 2020 | II  | 6 de abril    | Virtual          | Sebastián Piñera |
| 2020 | III | 19 de mayo    | Virtual          | Sebastián Piñera |
| 2020 | IV  | 27 de agosto  | Virtual          | Sebastián Piñera |
| 2021 | V   | 25 de febrero | Virtual          | Iván Duque       |
| 2021 | VI  | 16 de marzo   | Virtual          | Iván Duque       |
| 2022 | VII | 21 de julio   | Luque (Paraguay) | Mario Abdo       |

## Países miembros

### Actuales
| País      | Fechas de adhesión  |
| --------- | ------------------- |
| Argentina | 14 de enero de 2019 |
| Brasil    | 14 de enero de 2019 |
| Colombia  | 14 de enero de 2019 |
| Ecuador   | 14 de enero de 2019 |
| Guyana    | 14 de enero de 2019 |
| Paraguay  | 14 de enero de 2019 |
| Perú      | 14 de enero de 2019 |
| Surinam   | 28 de enero de 2022 |

### Observadores

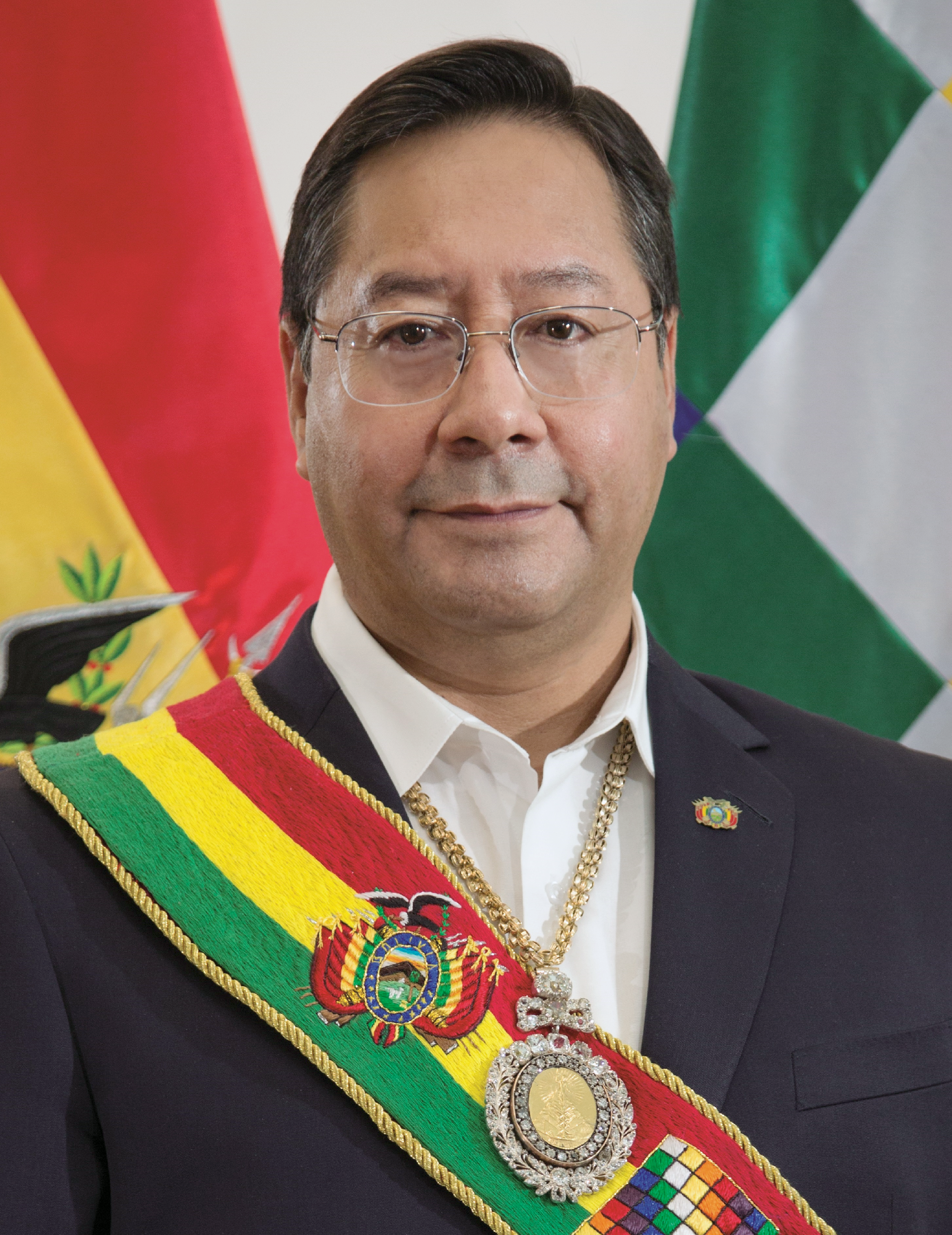
Presidente de Luis Arce
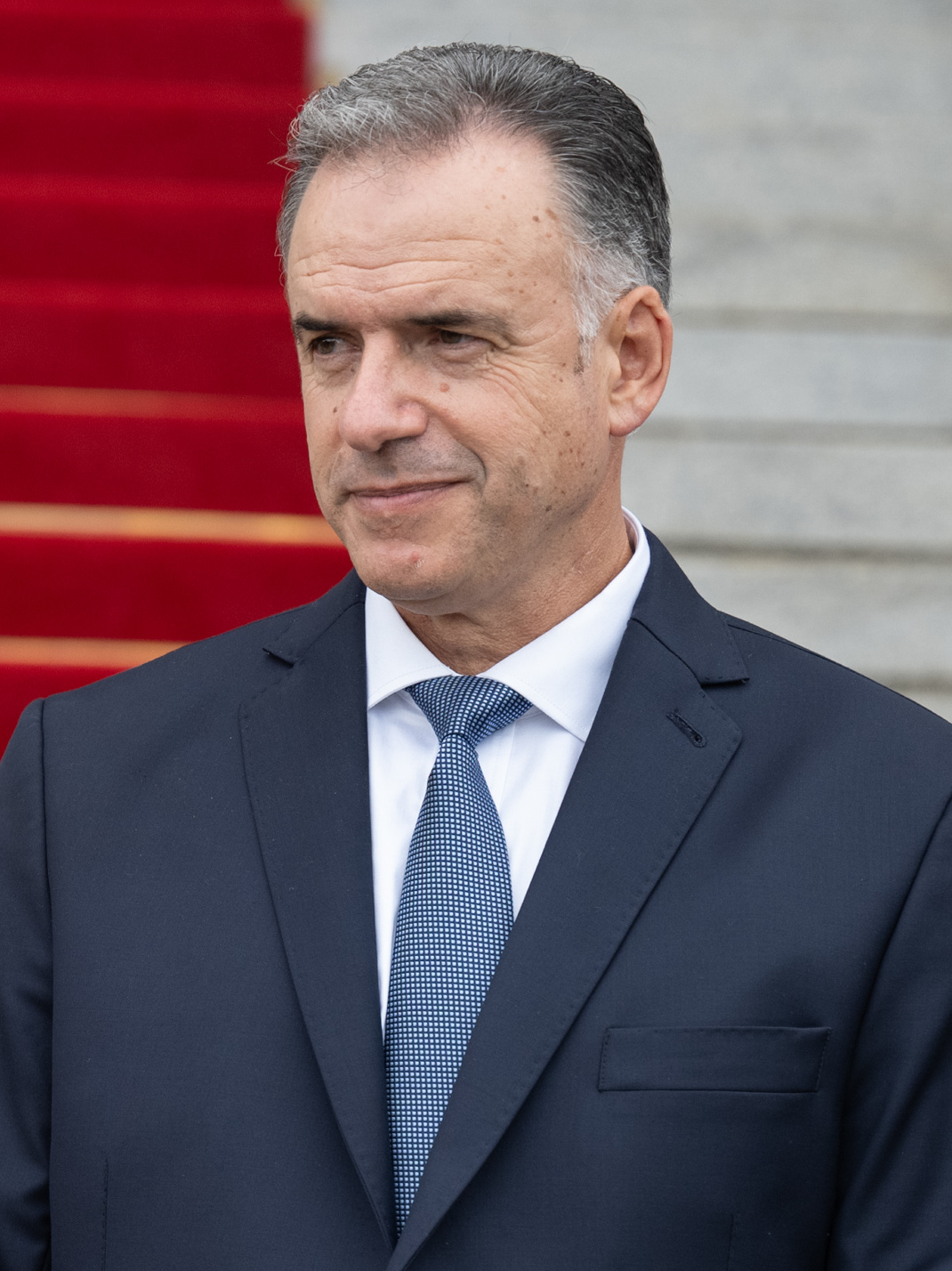
Presidente del Yamandú Orsi

| País    | Fechas de adhesión  |
| ------- | ------------------- |
| Bolivia | 14 de enero de 2019 |
| Uruguay | 14 de enero de 2019 |

### Antiguos
| País  | Fecha de adhesión   | Fecha de salida    |
| ----- | ------------------- | ------------------ |
| Chile | 14 de enero de 2019 | 4 de abril de 2022 |

## Líderes

### Jefes de Gobierno
En la actualidad en su Sudamérica hay 12 países, dos de estos son observadores y Chile  y Argentina optaron por retirarse del bloque:

#### Miembros

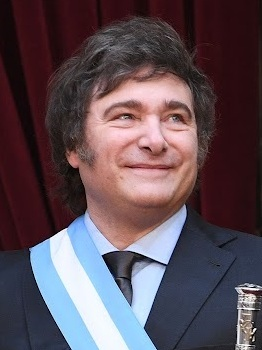
Presidente de Javier Milei
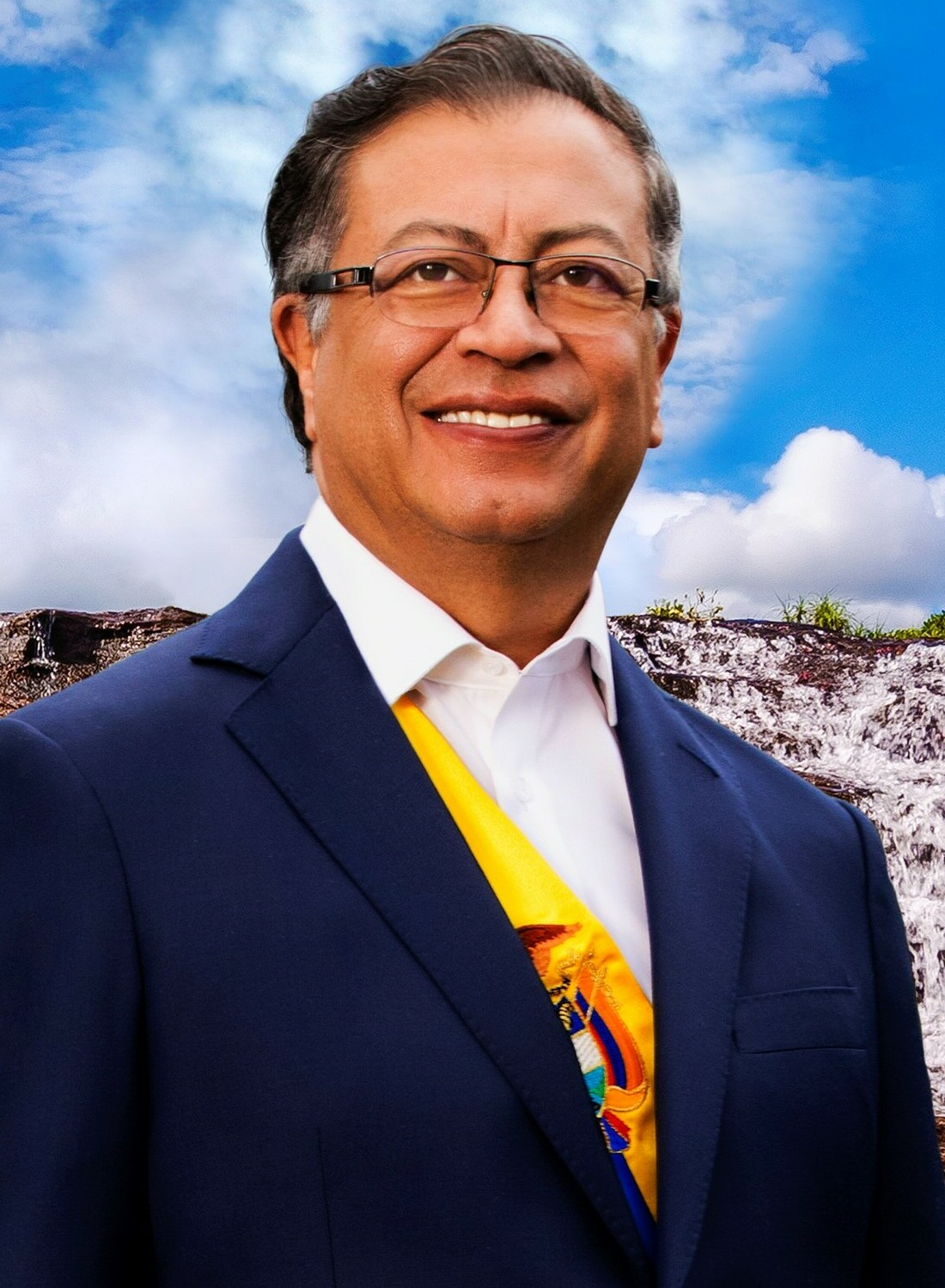
Presidente de Gustavo Petro
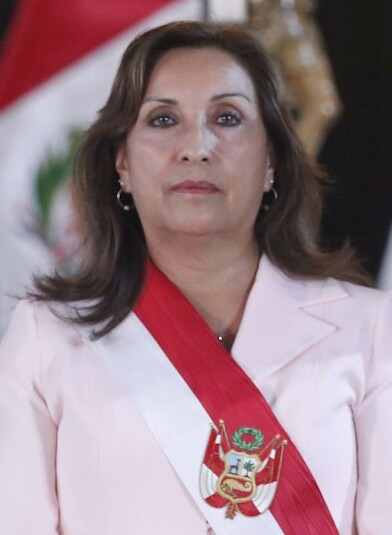
Presidenta del Dina Boluarte
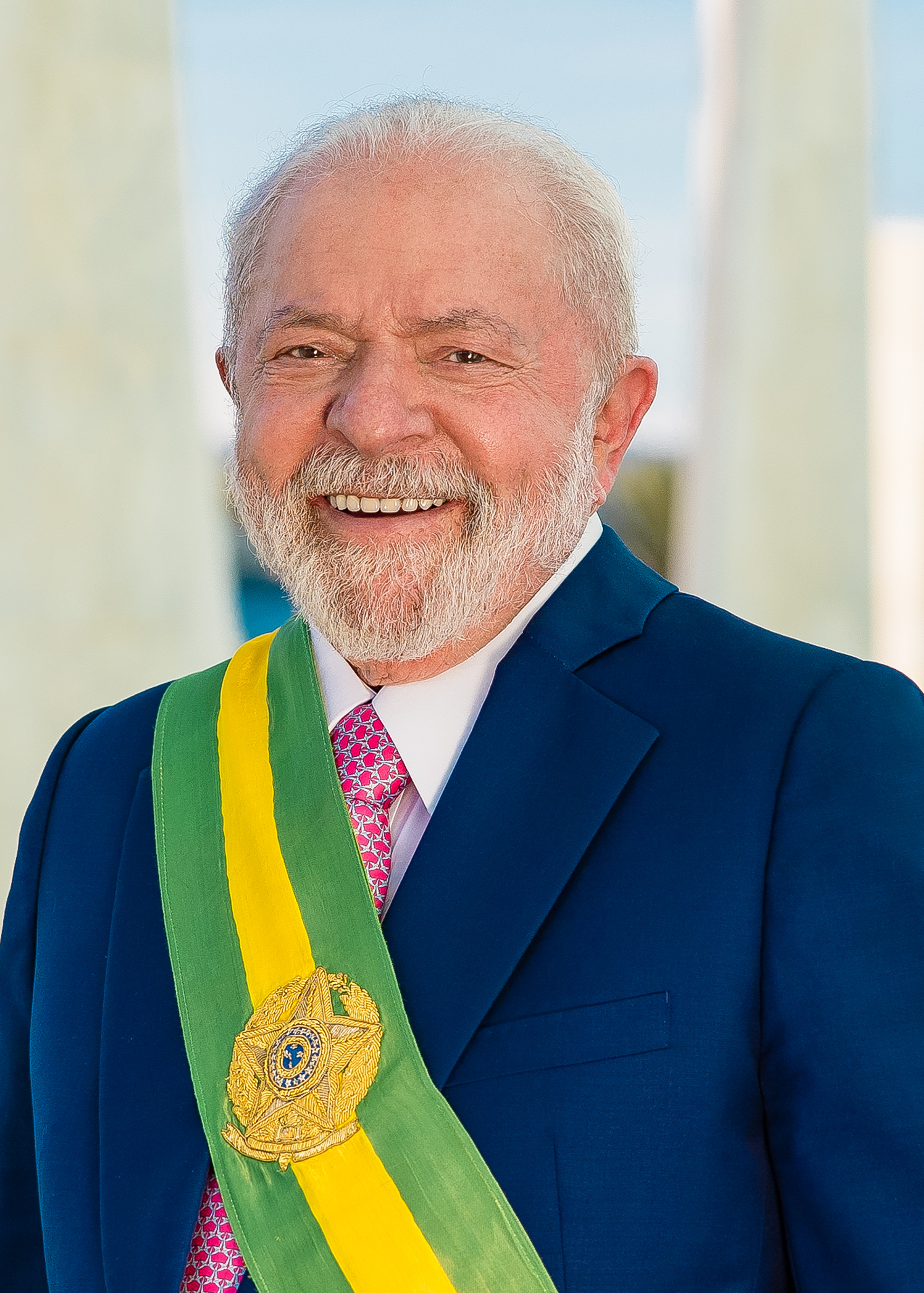
Presidente de Luiz Inácio Lula da Silva
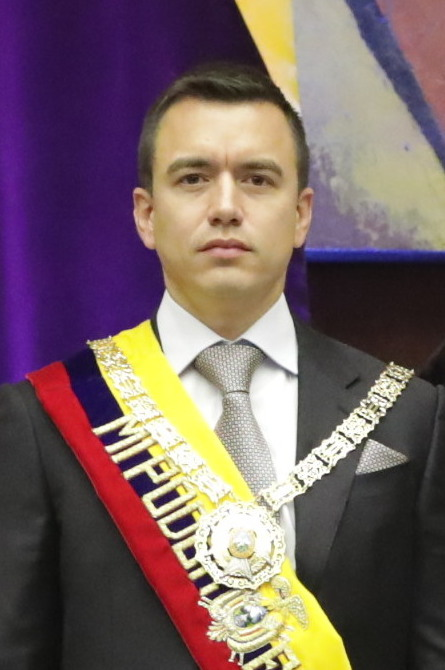
Presidente de Daniel Noboa
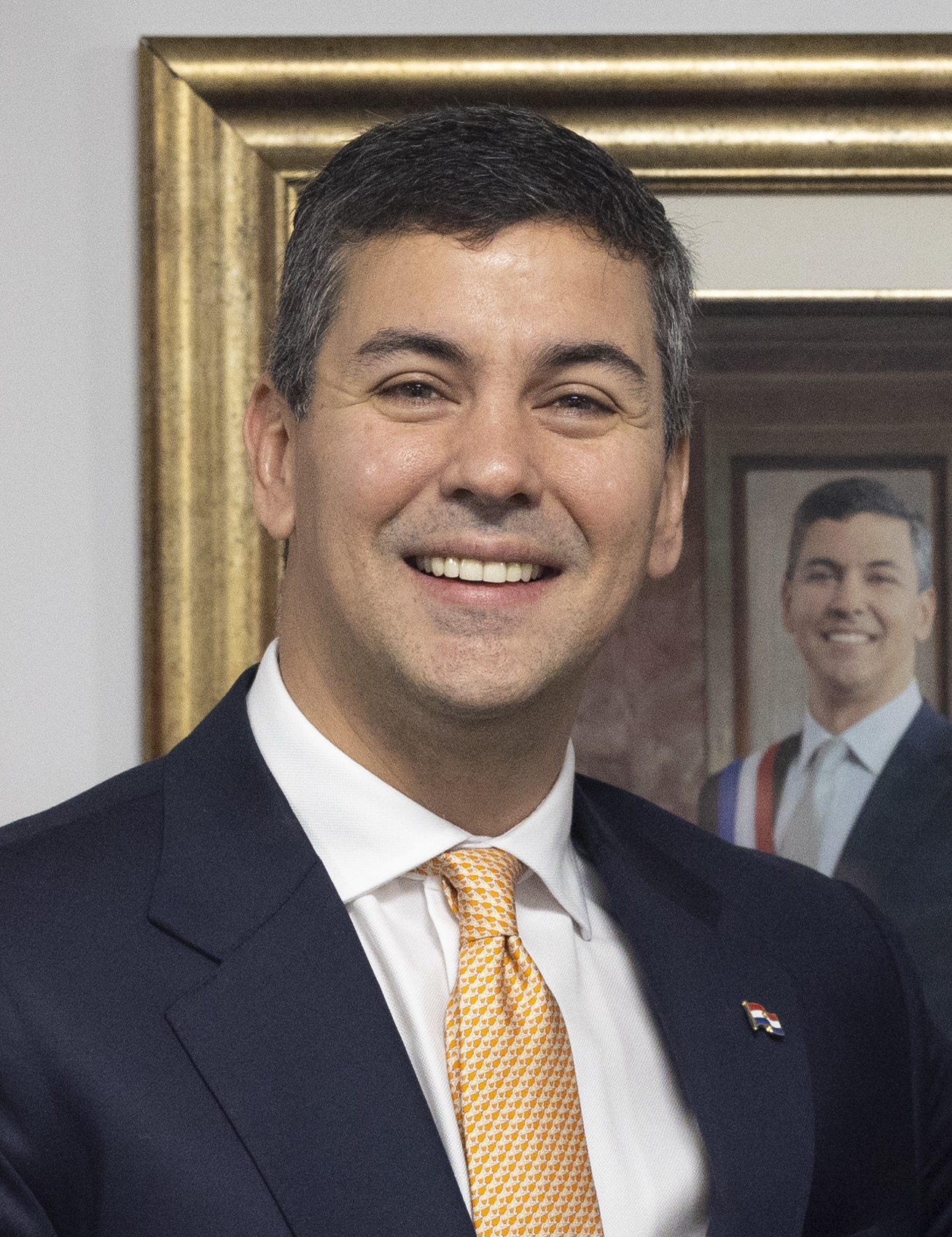
Presidente de Santiago Peña
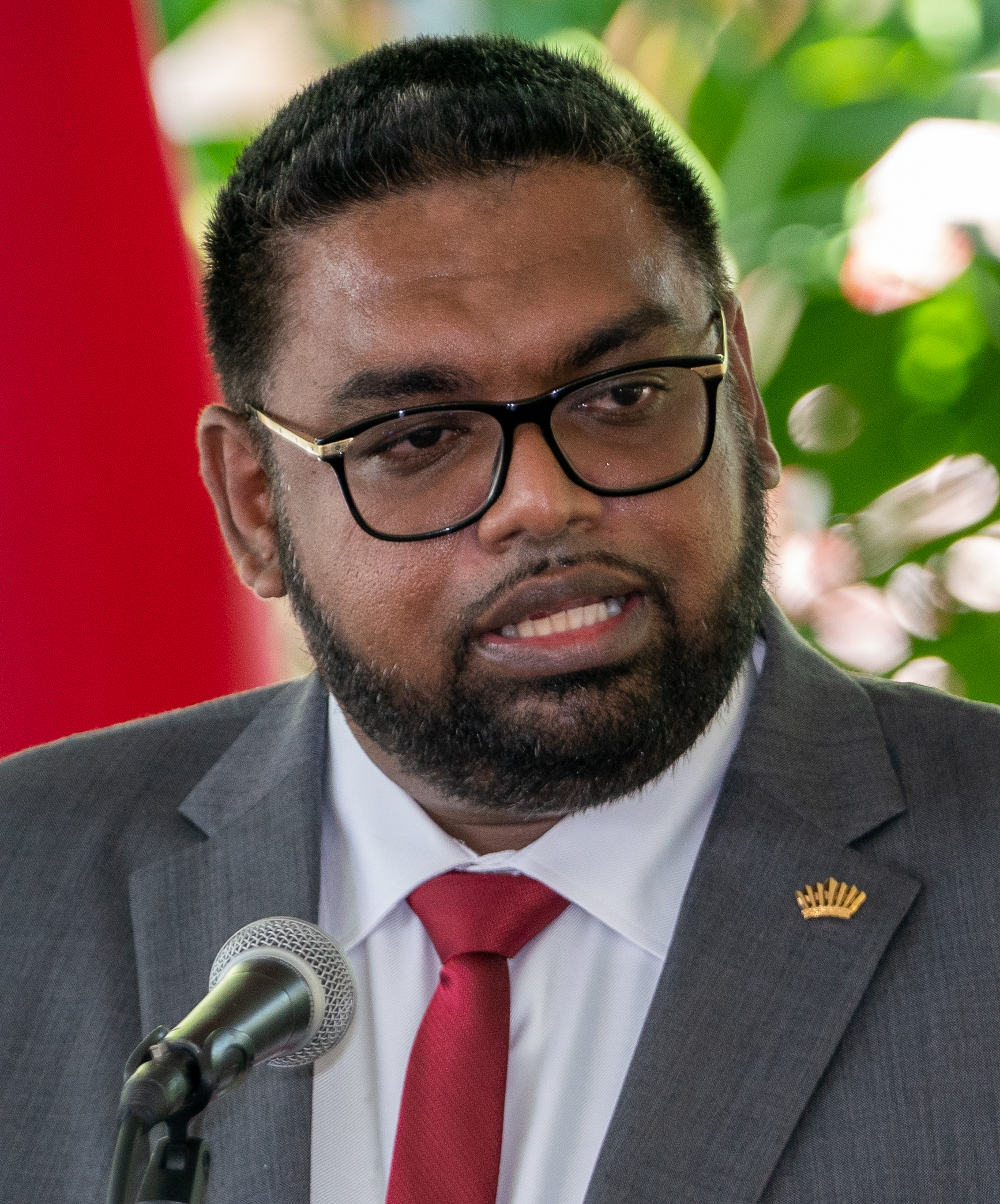
Presidente de Irfaan Ali
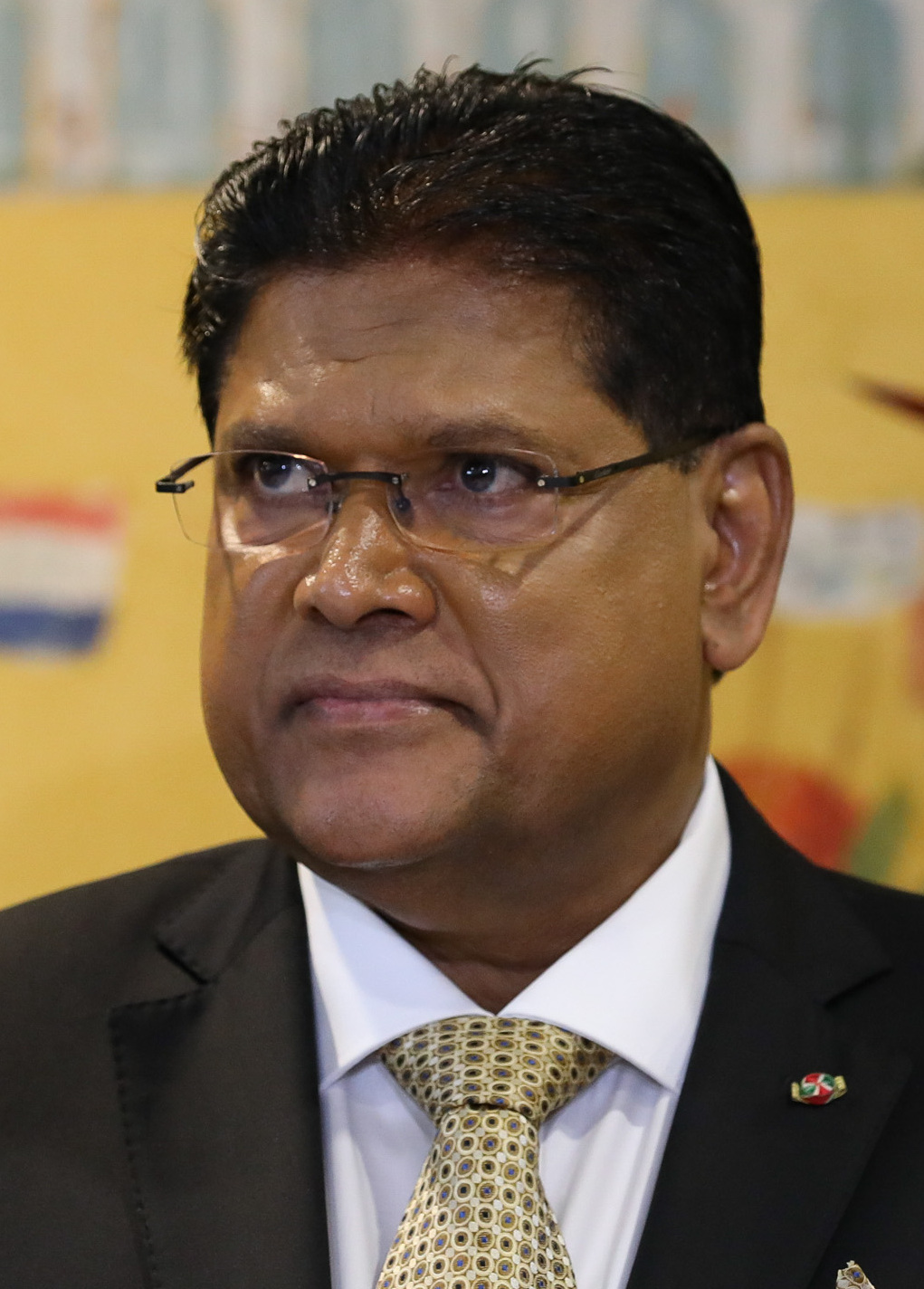
Presidente de Chan Santokhi

- Presidente de  Argentina
 Javier Milei
- Presidente de  Colombia
 Gustavo Petro
- Presidenta del  Perú
 Dina Boluarte
- Presidente de  Brasil
 Luiz Inácio Lula da Silva
- Presidente de  Ecuador
 Daniel Noboa
- Presidente de  Paraguay
 Santiago Peña
- Presidente de  Guyana
 Irfaan Ali
- Presidente de  Surinam
 Chan Santokhi

#### Observadores
- Presidente de  Bolivia
 Luis Arce
- Presidente del  Uruguay
 Yamandú Orsi

#### Antiguos miembros

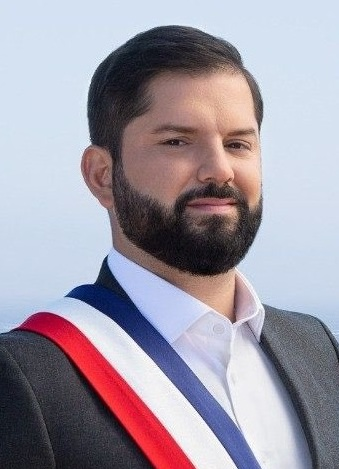
Presidente de Gabriel Boric

- Presidente de  Chile
 Gabriel Boric

## Lista de presidentespro tempore
El primer presidente pro tempore fue el presidente de Chile Sebastián Piñera. Actualmente, el presidente pro tempore es Santiago Peña, presidente de Paraguay.
| Número | Presidente         | Retrato | País     | Partido | Partido                    | Periodo                 | Periodo                 |
| Número | Presidente         | Retrato | País     | Partido | Partido                    | Inicio                  | Fin                     |
| ------ | ------------------ | ------- | -------- | ------- | -------------------------- | ----------------------- | ----------------------- |
| 1.º    | Sebastián Piñera   |         | Chile    |         | Coalición Chile Vamos      | 22 de marzo de 2019     | 12 de diciembre de 2020 |
| 2.º    | Iván Duque         |         | Colombia |         | Partido Centro Democrático | 12 de diciembre de 2020 | 27 de enero de 2022     |
| 3.º    | Mario Abdo Benítez |         | Paraguay |         | Partido Colorado           | 27 de enero de 2022     | 15 de agosto de 2023    |
| 4.º    | Santiago Peña      |         | Paraguay |         | Partido Colorado           | 15 de agosto de 2023    | En el cargo             |

## Indicadores
| Miembro   | Superficie terrestre (km²) | Zona Económica Exclusiva (km²) | Zona E.E. + Superficie terrestre (km²) | Población (2021) | PIB (2021, millones de dólares PPA) | PIB per cápita PPA (2021, dólares PPA) |
| --------- | -------------------------- | ------------------------------ | -------------------------------------- | ---------------- | ----------------------------------- | -------------------------------------- |
| Argentina | 2 780 400                  | 1 159 063                      | 3 939 463                              | 45 195 777       | 1 015 008                           | 22 141                                 |
| Brasil    | 8 515 770                  | 3 660 955                      | 11 175 832                             | 212 216 052      | 3 328 459                           | 15 643                                 |
| Colombia  | 1 141 748                  | 808 158                        | 1 949 906                              | 51 049 498       | 780 262                             | 15 184                                 |
| Ecuador   | 256 370                    | 1 077 231                      | 1 333 601                              | 17 803 339       | 201 194                             | 11 331                                 |
| Guyana    | 214 969                    | 137 765                        | 352 734                                | 786 391          | 18 357                              | 23 258                                 |
| Paraguay  | 406 752                    | 0                              | 406 752                                | 7 353 672        | 98 929                              | 13 454                                 |
| Perú      | 1 285 216                  | 906 454                        | 2 191 670                              | 33 400 410       | 439 262                             | 12 985                                 |
| Surinam   | 163 820                    | 127 772                        | 291 592                                | 591 798          | 2 862                               | 14 430                                 |
| Prosur    | 14 765 045                 | 7 877 398                      | 21 641 550                             | 368 396 937      | 5 884 333                           |                                        |